# Częstoch
Częstoch (łac. Chestoch) – postać występująca w podaniach jako rycerz i założyciel Częstochowy.

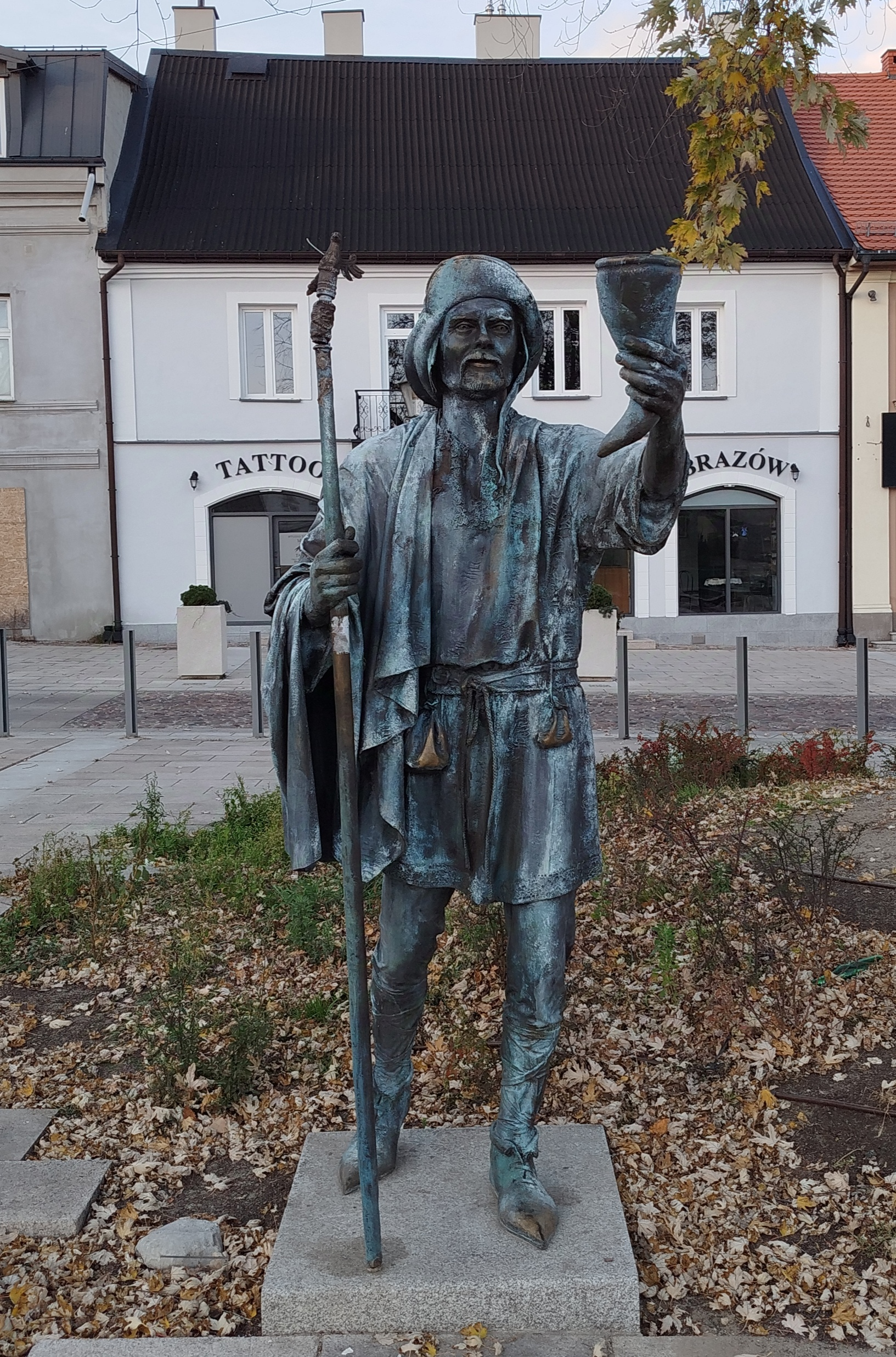
Rzeźba Częstocha autorstwa Jerzego Kędziory na Starym Rynku w Częstochowie

## Historia
Częstoch jest uważany za legendarnego założyciela Częstochowy. Jego imię pojawia się w gnieźnieńskiej bulli protekcyjnej papieża Innocentego II datowanej na 7 lipca 1136 roku i wystawionej w Pizie, w której zawarto pierwsze znane zapisy polskich nazw miejscowości i imion. Jednocześnie pierwsza wzmianka o Częstochowie pochodzi z 1220 roku, z dokumentu biskupa krakowskiego Iwo Odrowąża.
Nie są znane żadne informacje dotyczące życia Częstocha. Jedynie historyk amator Sławomir Folfasiński opublikował w 1989 roku w Almanachu Częstochowy informację, jakoby Częstoch miał być poddanym arcybiskupa gnieźnieńskiego Jakuba i być zaangażowanym w walki o tron krakowski, a następnie być administratorem terenów nad Wartą. Koncepcja ta została skrytykowana przez środowisko historyków.
Imię Częstoch jako źródło nazwy miejscowości Częstochowa wymienia pod koniec XIX wieku Słownik geograficzny Królestwa Polskiego. Wskazywane jest ono też jako źródłowe dla przedlokacyjnej Częstochowy, położonej na północ od Jasnej Góry.

## Upamiętnienie
- Imieniem Częstocha została nazwana ulica w częstochowskiej dzielnicy Częstochówka-Parkitka.
- W 2009 roku zostały wydane lokalne dukaty o nazwie częstoch, którymi można było płacić w sklepach i lokalach usługowych oznaczonych naklejkami[2].
- W 1996 roku rzeźbiarz Jerzy Kędziora opracował z inicjatywy częstochowskiej redakcji Gazety Wyborczej koncepcję pomnika Częstocha, który miał być ustawiony w Alejach, ale z powodu protestów Kościoła katolickiego realizacji zaniechano.
- Od 15 grudnia 2013 roku w siatce połączeń PKP Intercity znalazł się pociąg TLK Częstoch w relacji Warszawa Wschodnia – Częstochowa.
- W sierpniu 2021, na Starym Rynku w Częstochowie, postawiono pomnik Częstocha autorstwa Jerzego Kędziory[7][8].